# Jean Charles Schwartz
Jean Charles Schwartz  es un científico francés que descubrió los receptores H3 (ubicados en el Sistema Nervioso ) en 1983. Más tarde fue a desarrollar el primer antagonista clínicamente aprobado para los receptores H3.
En la década de 1970, Schwartz diseñó una experimento que involucra histamina radiactivo situada dentro de las neuronas en el tejido cortical cerebral de rata y al comparar sus resultados a los receptores H3 y H2 previamente conocidos. Schwartz llegó a la conclusión de haber descubierto un nuevo receptor de histamina, el receptor H3.